# خطوة خلال الهيكل

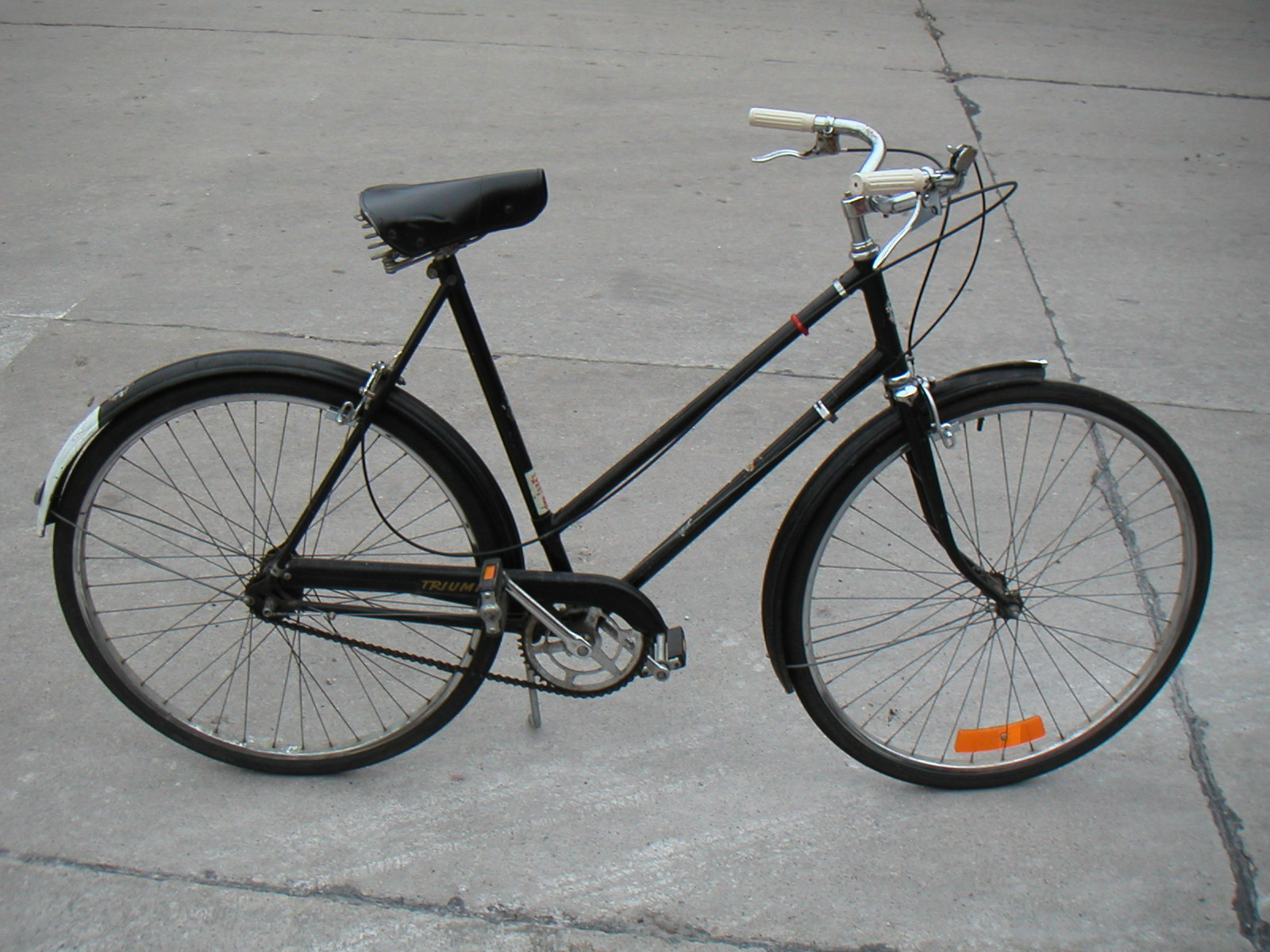
تريمف

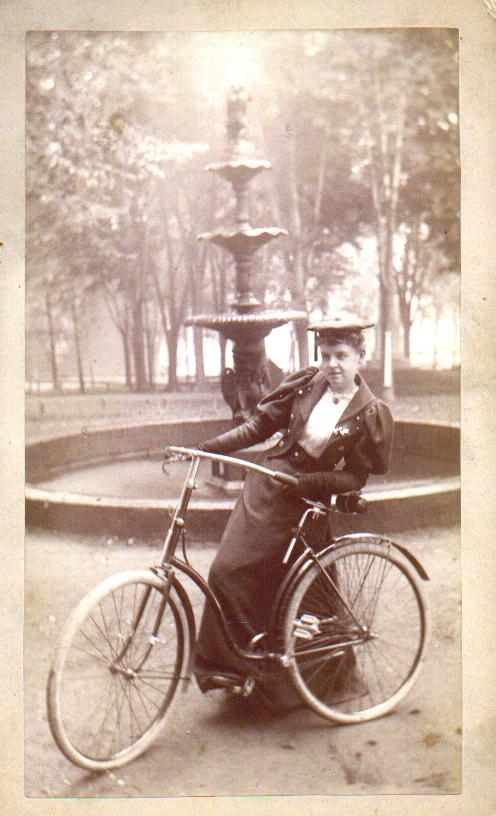
مرأة مع دراجة من نوع الهيكل المفتوح - 1890

خطوة خلال الهيكل (بالإنجليزية:  Step-through frame)‏ والمعروفة كذلك باسم الهيكل المفتوح أو هيكل الخطوة المنخفضة (open frame - low-step frame) دراجة لها هيكل يحتوي على أنبوب إما أن يكون منخفض أو منزوع تماما أو تمتلك انابيب بشكل صليب.
هذا النوع التقليدي من الدراجات معروف بدراجة "السيدات” , “نساء”, 'بنات' لإمكانية امتطائها أثناء ارتداء الفستان أو التنورة، الدراجات التي تحتوي على أنبوب عالي أو التي تمتلك هيكل المُعيـن، والمعروف بدراجة الرجال أو الأولاد ظهرت نتيجة تغير نوع الملابس أواخر القرن العشرين.

## مزايا
- هذه الدراجة تناسب البنات والسيدات (ولهذا تسمى أيضا "دراجة بناتي")،
- أقل خطر في تمزيق الملابس عند الامتطاء،
- الراكب يمكنه ارتداء تنورة (يتطلب أيضا غطاء للسلسلة)
- سريعة جدا عند التركيب والتحميل والطي، لهذا هي مناسبة للرحلات.
- مناسبة لكبار السن والأطفال ذوي الحركة المقيدة
- أكثر أمانا من دراجات الأنبوب المرتفع (التي تسمى "دراجة رجالي"). عند فقدان التوازن الراكب يمكنه الإفلات من السقوط دون اعتراض جسمه للهيكل.
- توفر اكتناز عمودي على الدواسات باستخدام ثقل الجسم.

## عيوب
وزنها يكون أثقل بمقارنة مع درجات الشكل المعين  لأنه يستخدم أنبوب واحد ذو سمك كبير لوصل أجزاء الدراجة من المقدمة إلى العجلة الخلفية مرورا بالدواسات، مما يؤدي إلى انخفاض كفاءة وانخفاض متوسط العمر الإطار. كما أنها تمتلك عدد قليل من أماكن تركيب الأكسسوارات، مثل مضخة الهواء أو قارورة الماء.

## الاختلافات

### ميكستي

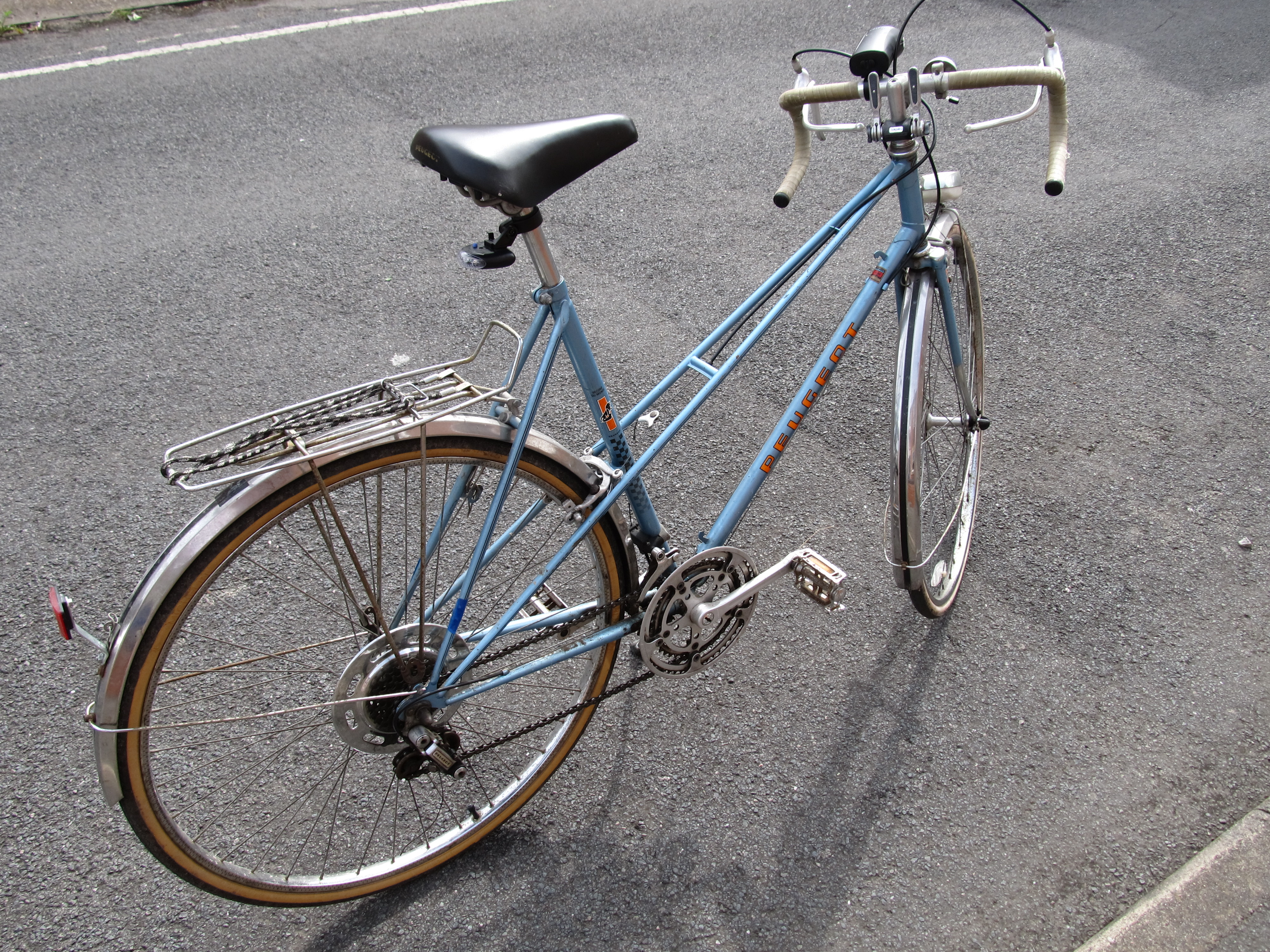
دراجة مختلطة من نوع بيجو

تسمى بعض أصناف درجات الهيكل المفتوح ميكستي ، يتم استبدال الأنبوب العلوي من الهيكل المُعيـن بزوج من الأنابيب الصغيرة (الأنابيب الجانبية، أو لاتس) تمتد هذه الأنابيب من الجزء العلوي لأنبوب المقود إلى المحور الخلفي، ويتم وصلها في المنتصف بأنبوب المقعد.
الكلمة مستمدة من اللغة الفرنسية Mixte و تعني المختلطة.

### الصليب

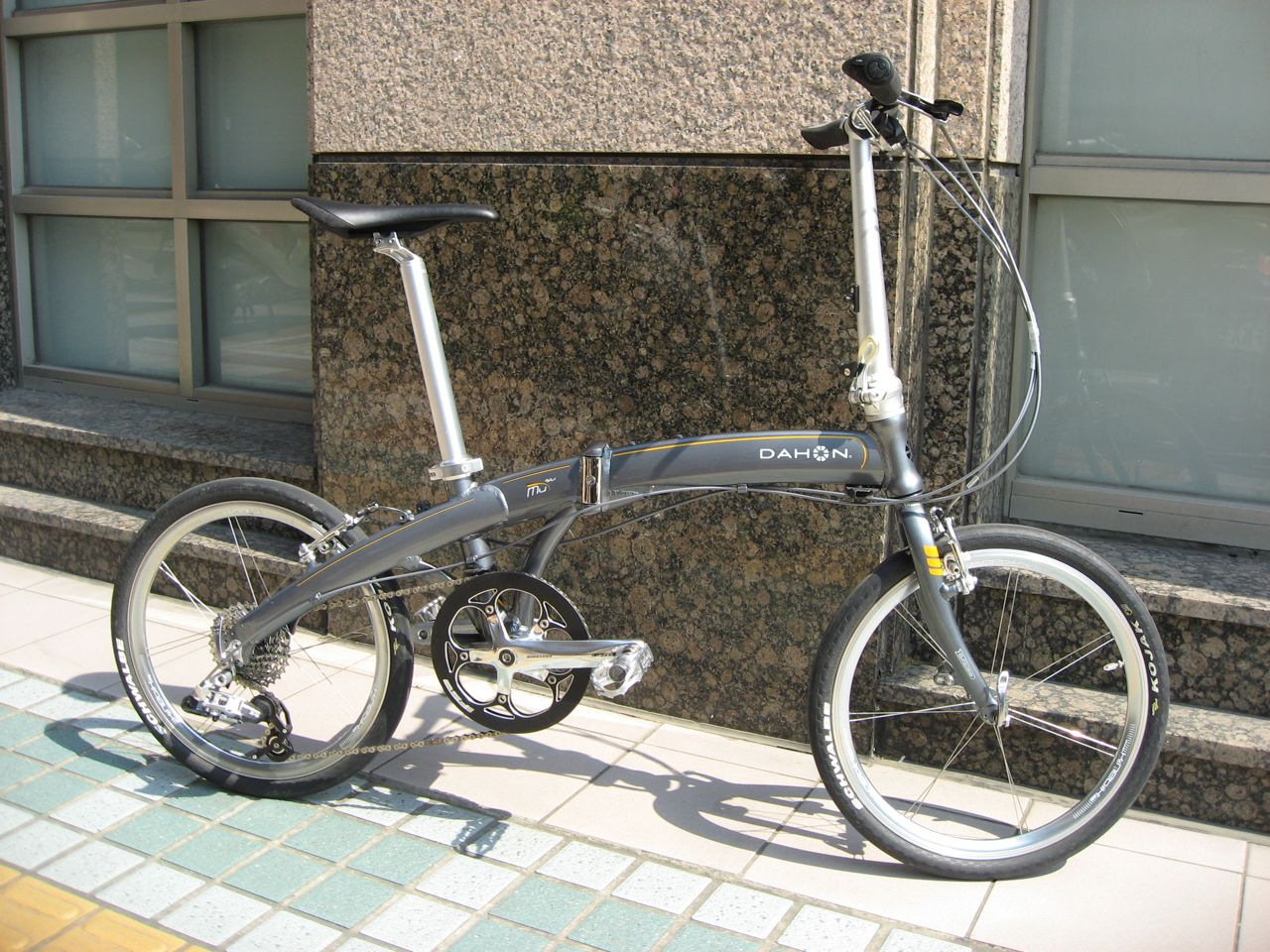
دراجة من صنف الصليب

يسمى نوع آخر من الدراجة الصليب.تمتلك أنبوب ينطلق من محور المقود ويمر خلال أنبوب المقعد ثم يتفرع مباشرتا إلى محور العجلة الخلفية. أنبوب المقعد يستمر طوله إلى مستوى الدواسات.

## معرض الصور

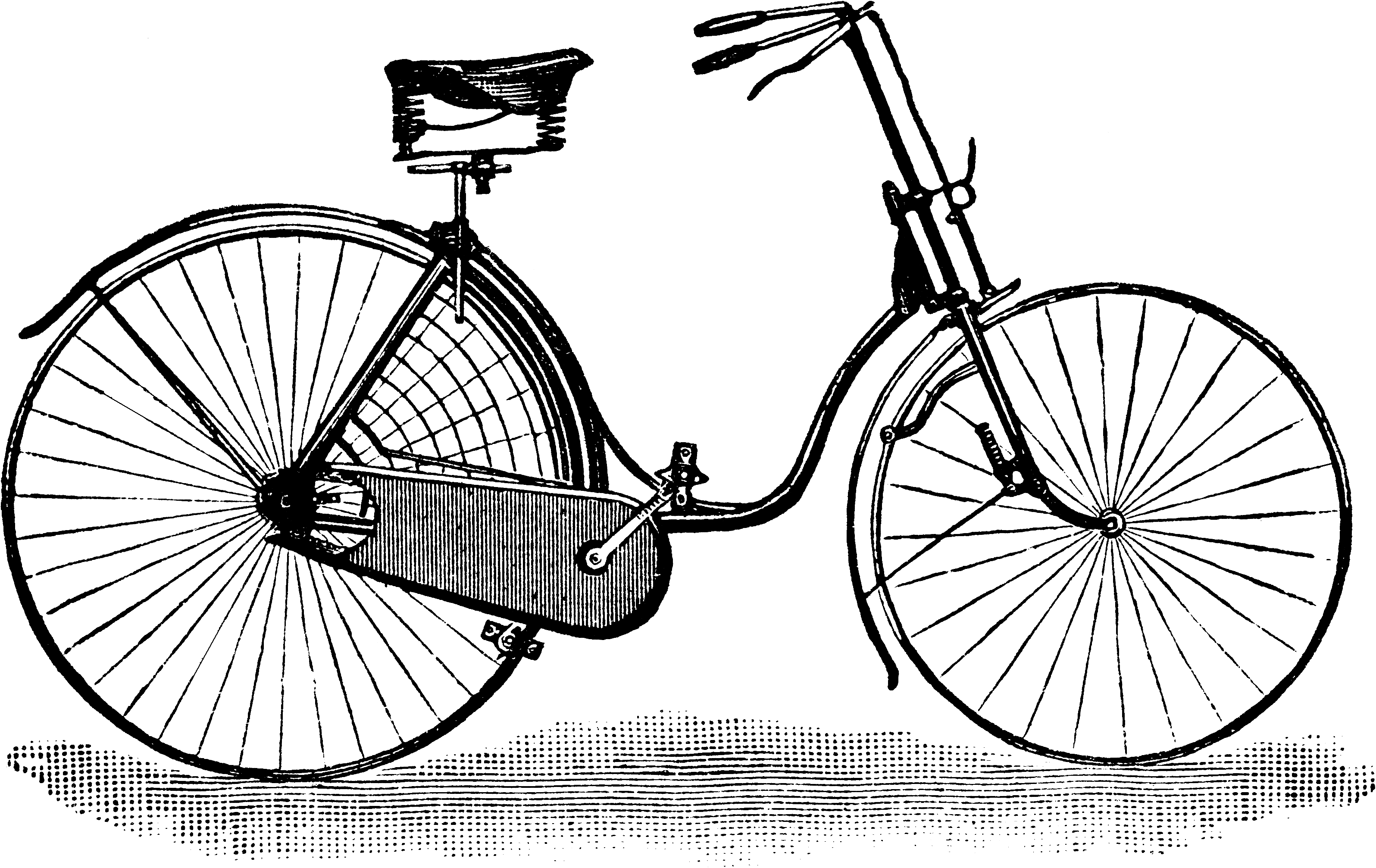
صورة من إعلان 1889 لدراجة أمنة للسيدات
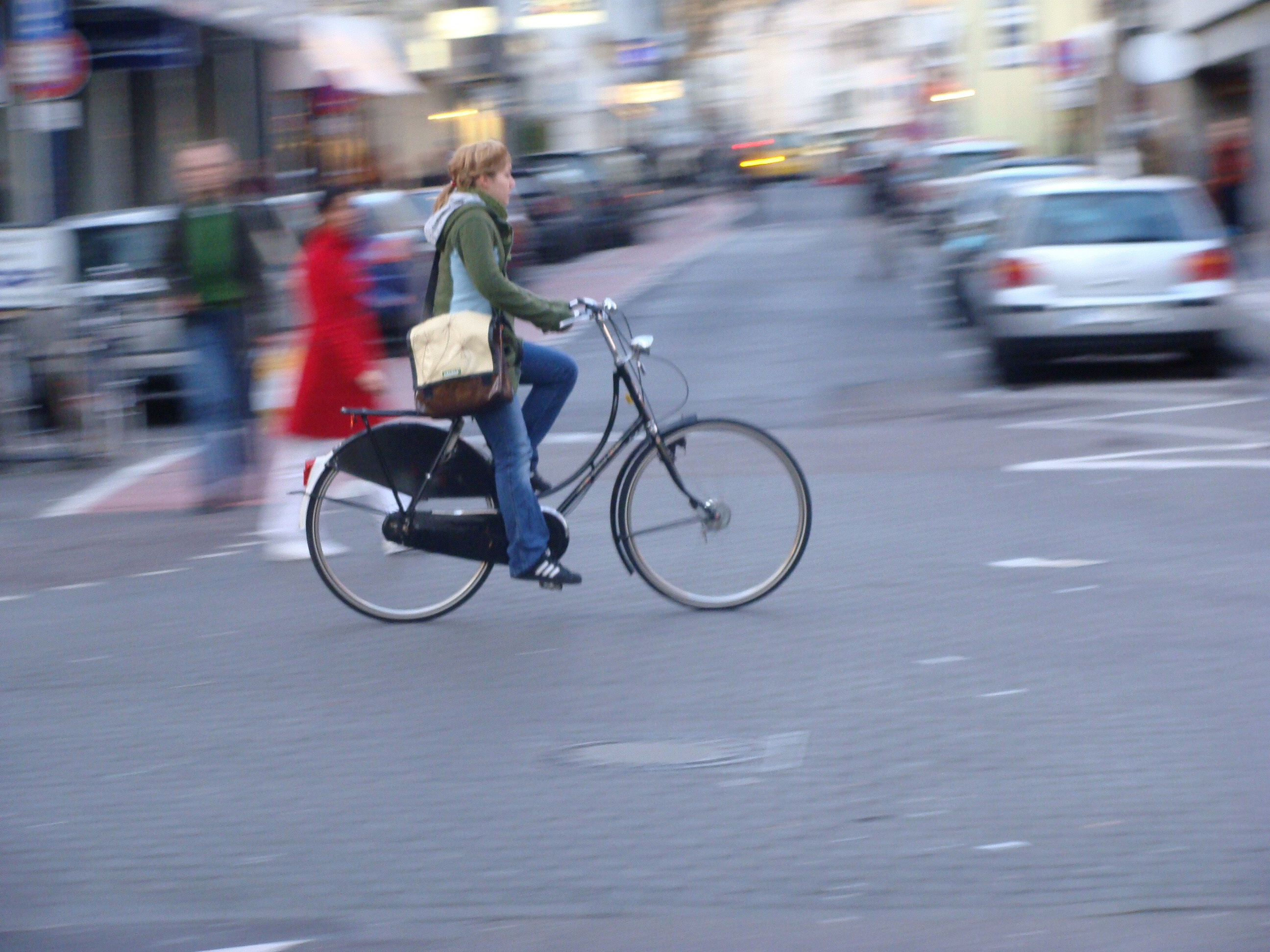
كولونيا، ألمانيا
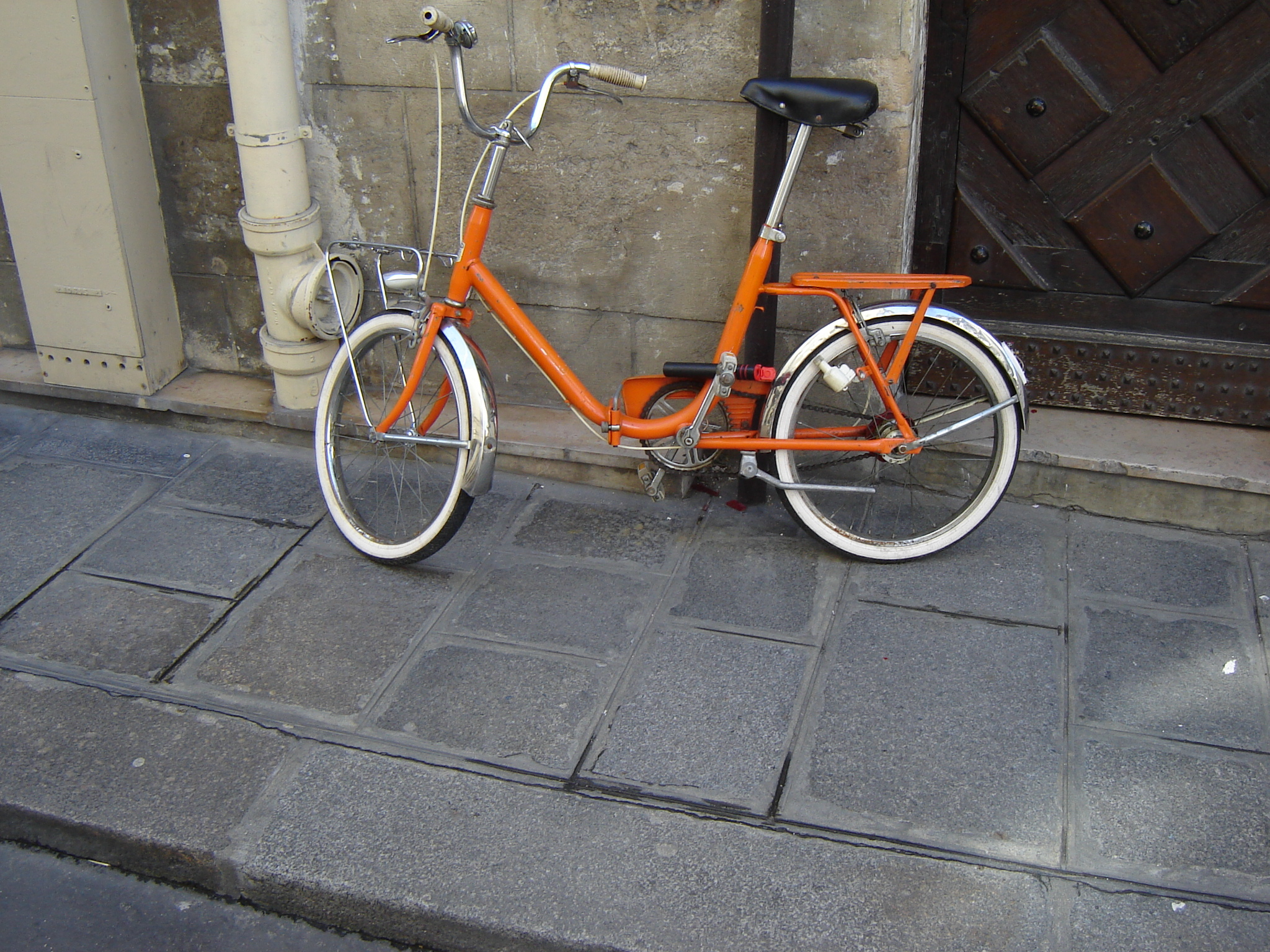
دراجة قابلة للطي
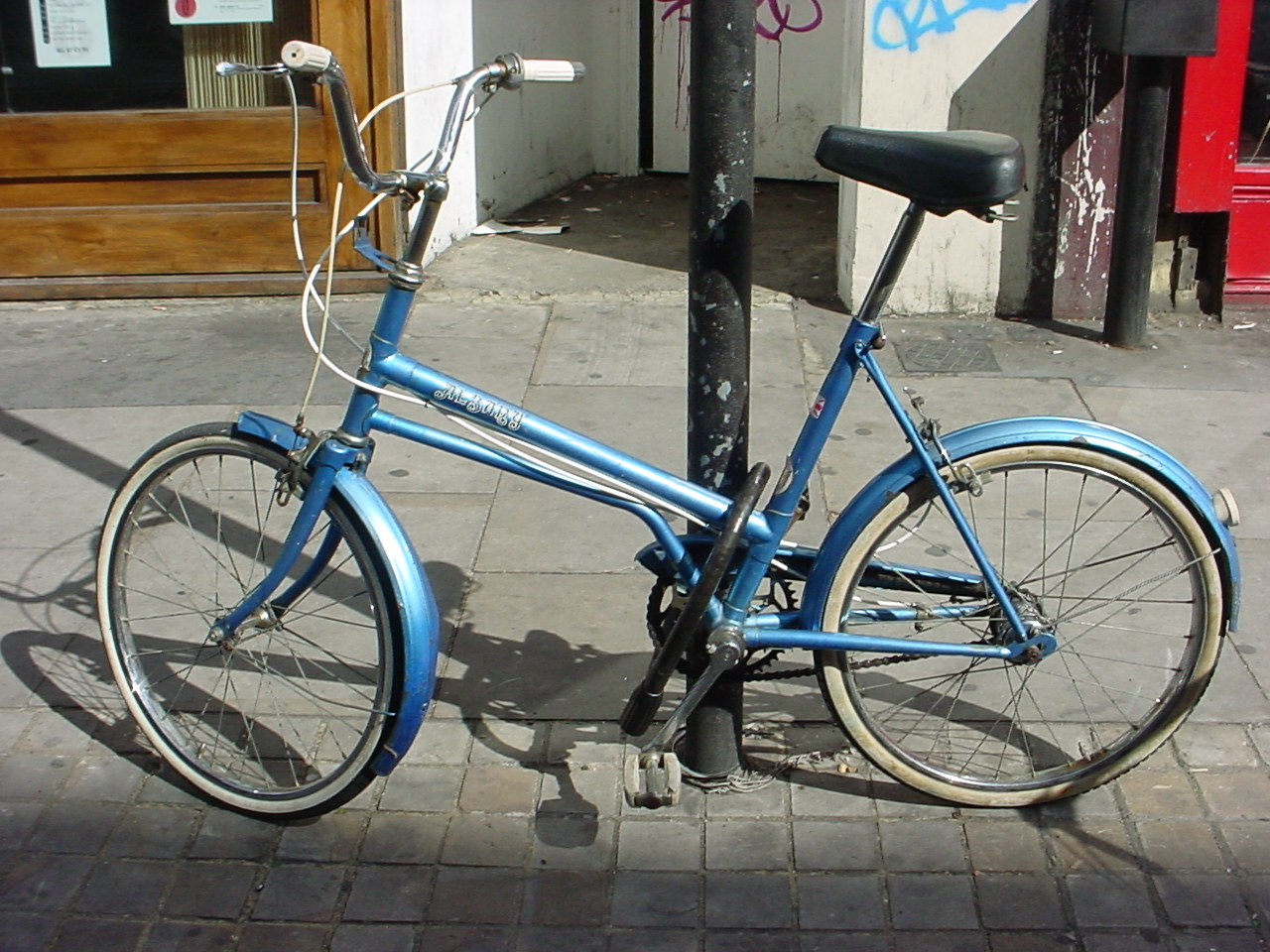
دراجة "ألباني"
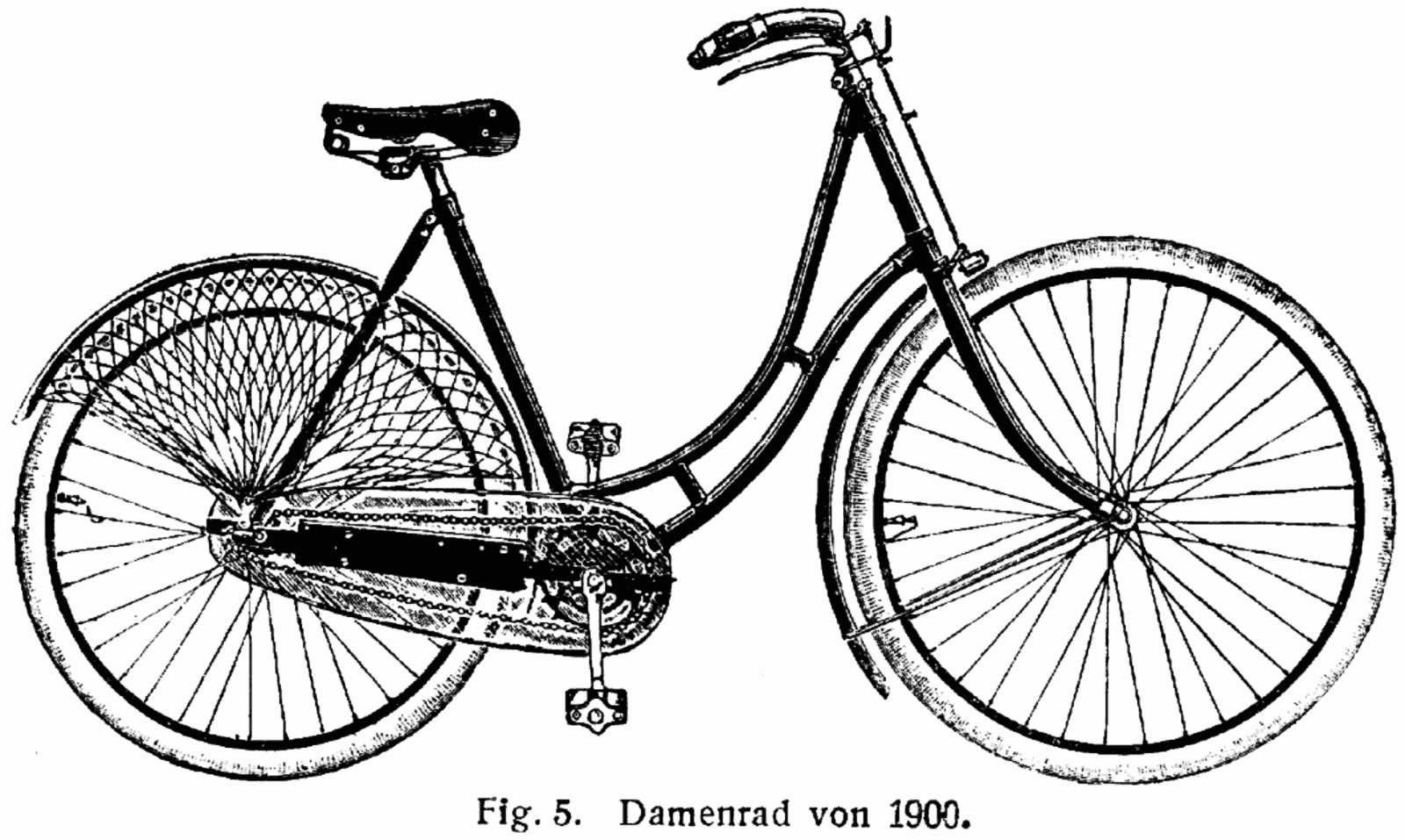
Damenrad من 1900
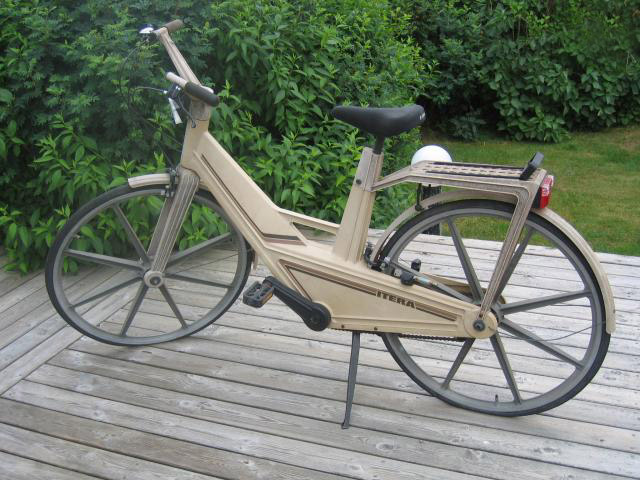
دراجة بلاستيكية
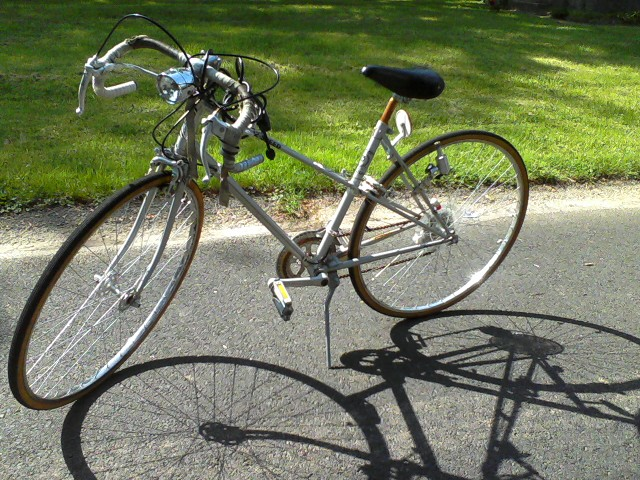
دراجة كيا ميكستي

## اقرأ أيضا
- هوفنرينغ هولندا